# Waldorf Astoria
Waldorf Astoria je pětihvězdičkový hotel na Park Avenue v New Yorku. Budova je vysoká 190 metrů a má 47 podlaží. Nachází se v ní 1413 pokojů, dále řada restaurací, obchodů a tanečních sálů. Nejluxusnější apartmá se nacházejí v nejvyšší části hotelu, známé jako Waldorf Towers.

## Historie
V roce 1893 založil William Waldorf Astor luxusní hotel Waldorf na svém pozemku na Fifth Avenue. O čtyři roky později otevřel jeho bratranec John Jacob Astor IV v sousedství vlastní hotel Astoria. Obě budovy byly spojeny krytou pasáží Peacock Alley a splynuly v jeden podnik, který byl ve své době největším a nejdražším hotelem světa. V roce 1929 byl objekt zbořen kvůli výstavbě Empire State Building a v roce 1931 otevřeli Astorové stávající hotel, který postavila firma Schultze and Weaver ve stylu art deco. Byl nejvyšší hotelovou budovou světa do roku 1957, kdy byl v Moskvě otevřen Hotel Ukrajina. Od roku 1972 byla majitelem hotelu firma Hotely Hilton. V roce 2014 ho prodala čínské pojišťovací společnosti Anbang Insurance Group za rekordních 1,95 miliardy dolarů.

## Název
Hotel byl pojmenován podle rodiny Astorů a německého města Walldorf, odkud tento rod pocházel. Spojení obou částí vyjadřoval spojovník v názvu Waldorf-Astoria, který v roce 1949 nahradilo rovnítko (Walldorf=Astoria), symbolizující Peacock Alley. Od roku 2009 zní oficiální název hotelu Waldorf Astoria New York.

## Zajímavosti
- V místní restauraci působil šéfkuchař Oskar Tschirky, který jako první připravil Waldorfský salát.
- V roce 1912 zasedala v hotelu komise vyšetřující potopení Titanicu.
- Pro hotelové hosty je vyhrazeno speciální nástupiště nádraží Grand Central Terminal.
- Pobývala zde řada slavných osobností, např. Herbert Hoover, Nikola Tesla, Douglas MacArthur, Frank Sinatra nebo Marilyn Monroe.
- Cole Porter se zmiňuje o hotelu ve své skladbě You're the Top.[3]
- Roku 1949 se konala Waldorfská mírová konference, na níž došlo k vážné diplomatické roztržce mezi Sovětským svazem a Spojenými státy, jejímž následkem bylo období mccarthismu.
- Vyhlášený byl místní The Waldorf–Astoria Orchestra, který řídil Xavier Cugat.
- K pobytu Fidela Castra se vztahuje historka, že si nechal do svého apartmá dopravit živá kuřata a z nich připravovat jídlo, protože se bál otravy.[4]
- Hotel posloužil k natáčení filmů Cesta do Ameriky, Vůně ženy, Krásná pokojská, Mr. & Mrs. Smith a dalších.
- Každý pokoj v hotelu má originální výzdobu.[5] V roce 1928 vyrobila pro Waldorf Astoria Ginzkeyova továrna ve Vratislavicích nad Nisou největší ručně vázaný koberec na světě o rozměrech 16,20 × 25,45 m.[6]